# Lingbo
Lingbo er et byområde i Ockelbo kommun i Gävleborgs län i Sverige, og tidligere kyrkby i Lingbo församling i Hälsingland.
Byen ligger midt i Ödmården i det sydligste Hälsingland ved søen Lingan, lige op til grænsen mod Gästrikland og har gennem sin beliggenhed ved Norra stambanan og en lille station for X-tågets linje mellem Gävle og Ljusdal gode jernbaneforbindelser til blandt andet Bollnäs og Ockelbo. Mange indbyggere pendler også til disse byer.

## Bynavnet
I år 1436 skrives Lingabodher. Dette er plural af bod i betydningen "fäbod", "slåtterbod" med tillæg af sønavnet Lingan som er dannet af ling med betydningen "ljung".

## Erhvervsliv
I Lingbo ligger Lingbo Kulturfönster med 20-30 ansatte, som fremstiller traditionelle trævinduer og vinduesdøre. Det har tidligere været ejet af Svenska Fönster i Edsbyn.